# 中潟憲雄
中潟 憲雄（なかがた のりお）は、ゲームミュージックの作曲家・ゲームクリエイター。元 有限会社デジフロイド代表取締役。福島県福島市出身。福島県立福島高等学校、早稲田大学卒業。

## 人物
学生時代よりプログレッシブ・ロックバンド「AQUA POLIS（アクアポリス）」を率い、音楽活動を行っていた。大友良英は高校の同級生でJAZZ研仲間。
1983年、株式会社ナムコに入社。ロボットバンド「ピクパク」のシナリオや音楽を担当、慶野由利子の産休に伴い、ゲーム開発・制作部署に移り、『モトス』『源平討魔伝』などの音楽を手掛ける。
1989年、ナムコを退社。その後メルダックや株式会社KAZeに入社、1990年に発売された『暴れん坊天狗』にディレクター（兼サウンドコンポーザー）として開発に携わったことでも知られる。2002年に有限会社デジフロイド（dIGIFLOYD）を設立、ゲームソフトウェアの企画・開発などにも関わる。
模型マニアとしても知られており、テレビ朝日『タモリ倶楽部』2010年12月18日放送分「航空宇宙マニア(濃いめ)大集合!　東京とびもの学会2010」、2011年7月2日放送分「キジラだ!メガドクロだ!動物ボーリングだ!全日本ヴィンテージプラモショー」に出演。なお同番組への出演は、マニア仲間の松井康真アナウンサー（当時）の紹介による。
近年音楽活動を再開し、2016年10月9日にソロで27年ぶりにライブを行う。2017年には「AQUA POLIS」を復活させる。

## 携わった作品

### アーケード
- モトス（1985年）
- バラデューク（1985年）
- 源平討魔伝（1986年）
- サンダーセプター（1986年）
- サンダーセプターII（1986年）
- 超絶倫人ベラボーマン（1988年）-企画・制作・音楽・特殊デバイス設計
- 爆突機銃艇（1988年）
- 未来忍者 慶雲機忍外伝（1988年）

### コンシューマ
- 超時空要塞マクロス（1985年12月、バンダイ、FC)
- バベルの塔（1986年7月18日、ナムコ、FC）
- プロ野球ファミリースタジアム（1986年12月10日、ナムコ、FC）
- ファミリーボクシング（1987年6月19日、ナムコ、FC）
- 源平討魔伝（1988年10月21日、ナムコ、FC）
- 平安京エイリアン（1990年1月14日、メルダック、GB）
- 天神怪戦（1990年4月27日、メルダック、GB）
- ブライファイター（1990年6月27日、タイトー/KID、FC）
- Low G Man: The Low Gravity Man（1990年9月、KID、NES）作曲
- 暴れん坊天狗（1990年12月14日、メルダック、FC）ディレクター、サウンド
- スコルピウス（1991年、新声社、X68000）
- バトルオブキングダム（1991年、メルダック、ゲームボーイ）ディレクター
- 読本 夢五誉身 -天神怪戦2-（1992年、メルダック、ゲームボーイ）ディレクター
- ザ・キングオブ・ラリー（1993年、メルダック、スーパーファミコン）ディレクター
- 宇宙レース アストロゴー！ゴー！（1994年、メルダック、スーパーファミコン）ディレクター
- バーニングフィスト（製品化されず未発売）（1994年、セガ、メガCD）企画、プロデューサー
- スーパーピンボール ビハインドザマスク（1994年1月8日、メルダック、SFC）
- デジタルピンボール ラストグラディエイターズ（1995年6月23日、KAZe、SS）
- パワーレンジャーピンボール (1996年9月27日、KAZe、PS)
- デジタルピンボール ネクロノミコン（1996年11月15日、KAZe、SS）
- 仮面ライダー（1998年10月1日、バンダイ、PS）チーフディレクター
- ぞくぞくヒーローズ（2000年8月4日、メディアファクトリー、GB）ディレクター
- 仮面ライダーV3（2000年9月14日、バンダイ、PS）チーフディレクター
- 仮面ライダークウガ（2000年12月21日、バンダイ、PS）チーフディレクター
- 仮面ライダーアギト（2001年11月29日、バンダイ、PS）チーフディレクター
- AKIRA PSYCHO BALL（2002年2月21日、バンダイ、PS2）プロデューサー
- 仮面ライダー龍騎（2002年11月28日、バンダイ、PS）プロデューサー
- 仮面ライダー剣（2004年12月9日、バンダイ、PS2）プロデューサー
- 仮面ライダー響鬼（2005年12月1日、バンダイ、PS2）プロデューサー
- 宇宙刑事魂（2006年5月25日、バンダイ、PS2）プロデューサー
- 仮面ライダーカブト（2006年11月30日、バンダイナムコゲームス、PS2）プロデューサー
- とったど〜 よゐこの無人島生活。（2008年４月3日、バンダイナムコゲーム、DS）プロデューサー
- 行列のできる法律相談所（2010年2月25日、バンダイナムコゲームス、DS）プロデューサー
- 飛び出せ！科学くん「地球大探検！謎の珍怪生物に挑め！」（2011年3月3日、バンダイナムコゲームス、DS）プロデューサー
- Power Rangers Super Samurai（2011年11月22日、バンダイナムコゲームス、Xbox 360）プロデューサー
- リラックマ なかよしコレクション（2014年12月18日、ロケットカンパニー、3DS）プロデューサー、作曲＆SE
- 梨汁ブシャー!! ふなっしー VS DRAGONS（2015年3月26日、ロケットカンパニー、3DS）プロデューサー、作曲＆SE
- 脱出アドベンチャー 絶望要塞（2015年7月16日、ロケットカンパニー、3DS）プロデューサー、作曲＆SE
- ぼんぼんリボン ときめきコーデ♡キラキラダンス（2015年8月6日、ロケットカンパニー、3DS）プロデューサー、作曲＆SE
- ポムポムプリン コロコロ大冒険（2016年4月7日、ロケットカンパニー、3DS）プロデューサー、作曲＆SE
- ヘボット！ ヘボヘボヘボットーナメント（2016年9月14日、バンダイナムコエンターテインメント、3DS）プロデューサー、作曲＆SE
- 8BIT MUSIC POWER FINAL（2017年4月6日、コロンバスサークル、FC/FC互換機用）作曲（1曲のみ）
- NEO平安京エイリアン（2017年9月7日、コロンバスサークル、FC/FC互換機用）プロデューサー、作曲（1曲のみ）
- 8ビットリズムランド（2019年2月21日、コロンバスサークル、FC/FC互換機用）プロデューサー、作曲
- 16ビットリズムランド（2019年2月21日、コロンバスサークル、MD/MD互換機用）プロデューサー、作曲
- Fit Boxing 2 -リズム&エクササイズ-（2021年11月4日、イマジニア、Switch）DLC作曲
- Fit Boxing 2 workout BGM 〜Journey〜（2021年7月1日配信開始）全10曲
- Fit Boxing 2 workout BGM 〜My instructor〜（2021年11月4日配信開始）サウンドプロデュース及び作曲（1曲）
- 焔龍聖拳シャオメイ（2022年5月19日、株式会社ピクセル、Switch）作曲
- ホーギーヒューwithフレンズ＋焔龍聖拳シャオメイ（2022年12月8日、株式会社ピクセル、Switch）作曲（焔龍聖拳シャオメイ）
- Fit Boxing 北斗の拳 〜お前はもう痩せている〜（2022年12月12日、イマジニア、Switch）サウンドプロデュース及び作曲（２曲）
- Fit Boxing 3 -リズム＆エクササイズ-（2024年12月、イマジニア、Switch）サウンドプロデュース及び作曲（4曲）

### PC
- ドットの拳 GIGA（2018年5月20日、株式会社ピクセル、Windows）作曲
- ドットの拳 GIGA BLACK（2018年11月3日、株式会社ピクセル、Windows）作曲
- 焔龍聖拳シャオメイ（2019年11月3日、株式会社ピクセル、Windows）作曲
- ドットの拳 GIGA ちゅ King's Giga（2020年2月15日、株式会社ピクセル、Windows）作曲
- キャラバンブーマー（2020年8月1日、N.I & BO DSGN、MSX）作曲（1曲のみ）

### スマートフォン
- 脱出パズル 絶望要塞（2015年4月27日、ロケットカンパニー、iPhone、Android）プロデューサー、作曲＆SE
- アリス・ギア・アイギス（2020年5月11日、コロプラ、iPhone、Android）高難度作戦『Op.アンモビウム』の作曲

### 映画
- 源平討魔伝（1986年）プロモーション映像制作
- 未来忍者 慶雲機忍外伝（1988年）音楽、エキストラ参加
- 東京国際ファンタスティック映画祭（1991年）オープニングテーマ作曲